# Nuoto ai Giochi della XXVI Olimpiade - Staffetta 4x200 metri stile libero femminile
Hanno partecipato alle batterie di qualificazione 21 nazioni: le prime 8 si sono qualificate per la finale.

## Finale
25 luglio 1996
| Posizione | Atlete                                                                  | Paese       | Tempo   |
| --------- | ----------------------------------------------------------------------- | ----------- | ------- |
|           | Trina Jackson, Cristina Teuscher, Sheila Taormina e Jenny Thompson      | Stati Uniti | 7:59.87 |
|           | Franziska van Almsick, Kerstin Kielgass, Anke Scholz e Dagmar Hase      | Germania    | 8:01.55 |
|           | Julia Greville, Nicole Livingstone, Emma Johnson e Susie O'Neill        | Australia   | 8:05.47 |
| 4         | Eri Yamanoi, Naoko Imoto, Aiko Miyake e Suzu Chiba                      | Giappone    | 8:07.46 |
| 5         | Marianne Limpert, Shannon Shakespeare, Andrea Schwartz e Jessica Deglau | Canada      | 8:08.16 |
| 6         | Carla Geurts, Patricia Stokkers, Minouche Smit e Kirsten Vlieghuis      | Paesi Bassi | 8:08.48 |
| 7         | Luminita Dobrescu, Loredana Zisu, Ioana Diaconescu e Carla Negrea       | Romania     | 8:10.02 |
| 8         | Nian Yun, Wang Luna, Chen Yan e Shan Ying                               | Cina        | 8:15.38 |

## Non qualificate
| Posizione | Atleta     | Paese         | Tempo   |
| --------- | ---------- | ------------- | ------- |
| 9         |            | Svezia        | 8:13.64 |
| 10        |            | Regno Unito   | 8:14.92 |
| 11        |            | Nuova Zelanda | 8:14.98 |
| 12        |            | Russia        | 8:16.06 |
| 13        |            | Danimarca     | 8:16.32 |
| 14        |            | Francia       | 8:18.90 |
| 15        | Hana Cerna | Rep. Ceca     | 8:21.19 |
| 16        |            | Svizzera      | 8:21.55 |
| 17        |            | Bielorussia   | 8:21.70 |
| 18        |            | Corea del Sud | 8:22.90 |
| 19        |            | Taipei cinese | 8:27.61 |
| 20        |            | Kirghizistan  | 8:45.76 |
| 21        |            | Argentina     | 8:46.36 |